# Campeonato de España Universitario de Vela
El Campeonato de España Universitario de Vela es una competición de vela organizada por el Consejo Superior de Deportes (CSD) y el Comité Español de Deporte Universitario (CEDU). Es la máxima competición de vela universitaria en España.
Se disputó por primera vez en 2005.
Se utilizan monotipos que proporciona la organización y se reparten por sorteo.

## Elegibilidad
Pueden participar estudiantes que representen a cualquiera de las universidades reconocidas y representadas en el Comité Español de Deporte Universitario. Cada universidad será representada por una sola tripulación.
Las tripulaciones contarán con un mínimo de cuatro y un máximo de cinco tripulantes. Obligatoriamente deberán ser mixtas. Se recomienda que la tripulación esté compuesta por al menos dos tripulantes femeninos y dos tripulantes masculinos para ajustarse a las condiciones de participación marcadas para la Universiada.
Uno de los tripulantes será el patrón durante todo el campeonato. El peso máximo de la tripulación no excederá de 400 kg. Todos los equipos participantes navegarán con el total de sus inscritos. Al menos uno de los tripulantes deberá estar en posesión del título de patrón de embarcaciones de recreo.

### Palmarés
| Año  | Equipo campeón             | Patrón                         | Universidad organizadora    | Sede                              | Monotipo   |
| ---- | -------------------------- | ------------------------------ | --------------------------- | --------------------------------- | ---------- |
| 2025 | U. Pompeu Fabra            | Miquel Baena Parente           | U. Politécnica de Cartagena | Real Club de Regatas de Cartagena | Tom 28     |
| 2024 | U. Santiago                | Roberto Bermúdez de Castro Rey | U. La Coruña                | Centro Gallego de Vela            | Elliott 6m |
| 2023 | U. Murcia                  | Rafael De La Hoz               | U. Valencia                 | RCN Calpe                         | Tom 28     |
| 2022 | U. Politécnica de Valencia |                                | U. Miguel Hernández         | CN Altea                          | Platú 25   |
| 2019 | U. Murcia                  | Rafael de la Hoz               | U. Politécnica de Valencia  | RCN Valencia                      | Tom 28     |
| 2018 | U. La Coruña               | Andrés Álvarez                 | U. Valencia                 | RCN Calpe                         | Tom 28     |
| 2017 | U. Politécnica de Cataluña |                                | U. Valencia                 | RCN Calpe                         | SB3        |
| 2016 | U. Politécnica de Valencia | Carlos Gabriel Rosselló        | U. Islas Baleares           | RCN Palma                         | J/80       |
| 2015 | U. Islas Baleares          | Fátima Reyes                   | U. Islas Baleares           | CN El Arenal                      | J/80       |
| 2008 | UCAM                       | Francisco Sánchez Ferrer       | U. Vigo                     | Puerto deportivo Punta Lagoa      | SUN 2000   |
| 2007 | U. Alicante                |                                | U. Murcia                   | RCR Santiago de la Ribera         | Tom 28     |
| 2006 | U. Cantabria               |                                | U. Politécnica de Valencia  | RCN Valencia                      |            |
| 2005 | U. Islas Baleares          | Andrés Álvarez                 | U. Valencia                 | RCN Calpe                         |            |